# Nino Benvenuti
Giovanni "Nino" Benvenuti  (Isola d'Istria, 26 de abril de 1938 – Roma, 20 de maio de 2025) foi um pugilista (boxeador) e ator italiano. Foi considerado por muitos como um dos maiores pugilistas da Itália.
Ganhou medalha de ouro nos Jogos Olímpicos de Verão de 1960.
Em sua curta carreira de ator, apareceu no filme Vivi o, preferibilmente, morti, com Giuliano Gemma.